# François Rivaud du Vignaud
François Rivaud du Vignaud est un homme politique français né le 6 août 1754 à Bellac (Haute-Vienne) et décédé le 6 novembre 1836 à Guéret (Creuse).

## Biographie
Entré dans les gendarmes du roi en 1772, il devient lieutenant de gendarmerie au Dorat en 1788. Il est député de la Haute-Vienne à la Convention, siégeant avec modérés et votant pour la réclusion de Louis XVI. Arrêté et détenu comme girondin après le 31 mai 1793, il réintègre la Convention le 18 frimaire an III. Il entre au Conseil des Cinq-Cents le 4 brumaire an IV. Il passe capitaine puis chef d'escadron de gendarmerie, avant d'être nommé, le 3 frimaire an VII, comme commissaire de la République française près la république cisalpine. Il est promu colonel en 1811, s'occupant de la surveillance du blocus continental. Colonel de gendarmerie à Nîmes pendant la Terreur blanche, il manque de peu d'être assassiné. Il prend sa retraite en 1825.

## Publication
- Observations sur les calomnies dont j'ai été l'objet, par le Cen Rivaud, ci-devant ambassadeur près la République cisalpine, imprimerie de Chaigneau aîné, Paris, 1798 (lire en ligne)
- Observations sur le partage des biens communaux, la loi du 10 juin 1793 et le projet de résolution présenté par Garan-Coulon , imprimerie de Chaignieau, Paris (lire en ligne)

## Sources
- « François Rivaud du Vignaud », dans Adolphe Robert et Gaston Cougny, Dictionnaire des parlementaires français, Edgar Bourloton, 1889-1891 [détail de l’édition]